# Список найглибших озер світу
У списку найглибших озер світу  представлені найглибші озера світу в порядку зменшення їх глибини.
Найглибші озера в різних частинах світу представлені в алфавітному порядку за частинами світу.

## Найглибші озера світу
| №  | Назва                   | Місцезнаходження                                  | Максимальна глибина, м | Походження                                    |
| -- | ----------------------- | ------------------------------------------------- | ---------------------- | --------------------------------------------- |
| 1  | Байкал                  | Росія                                             | 1642                   | Рифт                                          |
| 2  | Танганьїка              | Танзанія, ДР Конго, Бурунді та Замбія             | 1470                   | Рифт                                          |
| 3  | Каспійське море         | Росія, Казахстан, Іран, Азербайджан, Туркменістан | 1025                   | Депресія                                      |
| 4  | Сан-Мартін              | Аргентина, Чилі                                   | 836                    | Міжгірна западина                             |
| 5  | Ньяса                   | Мозамбік, Танзанія та Малаві                      | 706                    | Рифт                                          |
| 6  | Іссик-Куль              | Киргизстан                                        | 702                    | Міжгірна западина                             |
| 7  | Велике Невільниче озеро | Канада                                            | 614                    | Депресія                                      |
| 8  | Озеро Крейтер           | США                                               | 592                    | Кальдера                                      |
| 9  | Озеро Буенос-Айрес      | Аргентина, Чилі                                   | 590                    |                                               |
| 9  | Матано                  | Індонезія                                         | 590                    |                                               |
| 11 | Хорніндальсватнет       | Норвегія                                          | 514                    | Льодовикова долина                            |
| 12 | Сарезьке озеро          | Таджикистан                                       | 505                    | Природна загата на річці внаслідок землетрусу |
| 12 | Тоба                    | Індонезія                                         | 505                    | Кальдера                                      |
| 14 | Тахо                    | США                                               | 501                    |                                               |
| 15 | Архентіно               | Аргентина                                         | 500                    | Міжгірна западина                             |
| 16 | Шелан                   | США                                               | 489                    |                                               |
| 17 | Ківу                    | ДР Конго, Руанда                                  | 480                    |                                               |
| 18 | Квеснел                 | Британська Колумбія, Канада                       | 475                    |                                               |
| 19 | Мйоса                   | Норвегія                                          | 468                    |                                               |
| 20 | Хауроко                 | Нова Зеландія                                     | 462                    |                                               |
| 21 | Адамс-Лейк              | Канада                                            | 457                    |                                               |
| 22 | Посо                    | Індонезія                                         | 450                    |                                               |

## Найглибші озера в різних частинах світу
| Континент/Частина світу | Озеро                   |
| ----------------------- | ----------------------- |
| Австралія               | Сент-Клер (200 м)       |
| Азія                    | Байкал                  |
| Африка                  | Танганьїка              |
| Європа                  | Хорніндальсватнет       |
| Північна Америка        | Велике Невільниче озеро |
| Південна Америка        | Сан-Мартін              |